# Разиньково (Московская область)
Разиньково — деревня в Ступинском районе Московской области

## География
Расположена на севере района, недалеко от границы с городским округом Домодедово, на правом берегу реки Каширка, в устье реки Шишиморка, запруженного правого притока, при автодороге 46Н-11678.
Высота центра села над уровнем моря — 168 м. Ближайший населённый пункт — Усады — более 1,5 км на север.

## История
Впервые в исторических документах селение упоминается в 1709 году.
До 2017 года в составе Городского поселения Михнево
До 2006 года входило в Кузьминский сельский округ.

## Население
| 2002 | 2006 | 2010 |
| ---- | ---- | ---- |
| 33   | ↘9   | ↗19  |

## Инфраструктура
Личное подсобное хозяйство с зоной сельскохозяйственного использования, индивидуальная застройка усадебного типа.
На 2016 год Разиньково, фактически, дачный посёлок — при 19 жителях в селе 5 улиц и 17 садовых товариществ.

## Достопримечательности, памятные места
Мемориал Великой Отечественной войны

## Транспорт
Автобусное сообщение. Остановка общественного транспорта «Разиньково».